# Le Monde
Cet article concerne le journal français « Le Monde ». Pour les autres significations associées au Monde, voir Le Monde (homonymie).
Le Monde est un journal français fondé par Hubert Beuve-Méry en 1944. Se voulant journal « de référence »,,, il est régulièrement considéré comme tel,, y compris à l'étranger,,.
C'est le quotidien national payant le plus lu en France avec 2,44 millions de lecteurs en 2021 et le plus diffusé avec 500 000 abonnés, partagés entre 414 000 abonnés numériques et 87 000 abonnés papier.
Dernier quotidien français dit « du soir », il paraît, daté du lendemain, à Paris en début d'après-midi, ainsi qu'un peu plus tard dans certaines grandes villes. Il est ensuite distribué ailleurs le matin suivant.
En 2010, sa ligne éditoriale est présentée comme étant de centre gauche. En avril 2012, un sondage Ifop indique que, parmi les personnes interrogées, 63 % de celles lisant régulièrement Le Monde ont voté pour des partis de gauche au premier tour de l'élection présidentielle,. En juin 2024, le quotidien appelle ses lecteurs à faire « barrage » au Rassemblement national pour les élections législatives de 2024.
Le Monde est détenu par le Groupe Le Monde. Il a pour actionnariat la holding Le Monde Libre détenue par Xavier Niel, Matthieu Pigasse et le groupe espagnol Prisa, et le Pôle d'indépendance détenu par les salariés, les syndicats et des associations.

## Histoire

### 1944-1968: fondation et institution d'un journal de référence

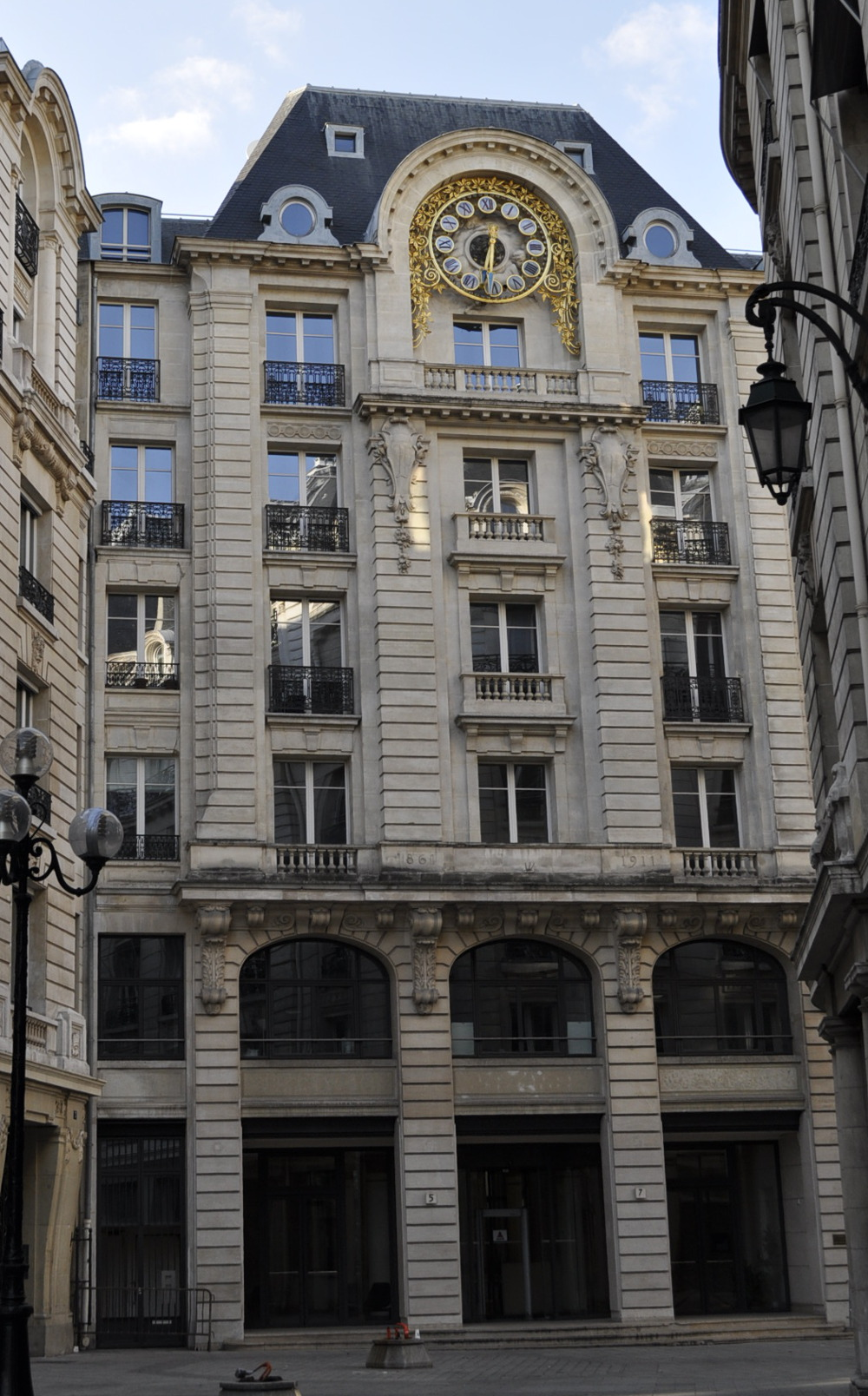
La rédaction du Monde s'est située 5, rue des Italiens à Paris, de sa création jusqu’en 1989 (photo prise en 2015).

Le premier numéro du Monde paraît le 18 décembre 1944, daté du 19 décembre sur une seule page recto verso. Il succède au journal Le Temps qui, victime de l'ordonnance du 30 septembre 1944 sur les titres ayant paru sous l'occupation de la France par l'Allemagne, a vu ses locaux réquisitionnés et son matériel saisi. Le Monde, bénéficiaire de cette confiscation, en reprend le format et la présentation, l'équipe rédactionnelle, les ouvriers et employés ainsi que les anciens locaux situés rue des Italiens, locaux où il restera 44 ans et qui lui valent le surnom de « quotidien de la rue des Italiens ». Le général de Gaulle, qui souhaite doter la France d'un « journal de prestige » tourné vers l'étranger et qui serait « l'officieux » de la République, est un élément moteur de sa création. Il charge son ministre de l'Information Pierre-Henri Teitgen d'en trouver le directeur, choix difficile car la plupart des hommes de presse de l'époque étaient d'anciens collaborateurs ou déjà à la tête de journaux de la presse clandestine. Georges Bidault, le président du Conseil national de la Résistance lui suggère le nom d'Hubert Beuve-Méry. Ce dernier hésite longtemps car il veut diriger un journal indépendant vis-à-vis des pouvoirs politiques, économiques et religieux. Le 11 décembre 1944, Hubert Beuve-Méry fonde la société à responsabilité limitée (SARL) Le Monde au capital de 200 000 francs répartis en 200 parts sociales, son premier comité de rédaction comprend également René Courtin, professeur de droit, et Christian Funck-Brentano, ancien chargé des questions de presse au cabinet du général de Gaulle. Le quotidien, destiné comme Le Temps aux élites, tire à 150 000 exemplaires dès 1945. Né dans l'ombre du pouvoir, Le Monde s'en émancipe progressivement grâce à Hubert Beuve-Méry qui acquiert son indépendance rédactionnelle durant la guerre froide et la guerre d'Indochine.
Les salariés du journal tiennent une place centrale dans la gestion du quotidien. En 1951, la Société des rédacteurs du Monde est créée, qui a pour mission de veiller à l'indépendance journalistique du titre. Elle se voit initialement attribuer un peu plus de 28 % des parts de la SARL Le Monde. (ont suivi la société des employés et des cadres en 1968, et celle des lecteurs en 1985). En 1956, Le Monde devient propriétaire de son immeuble au 5, rue des Italiens. À partir du début des années 1960 la diffusion du titre connaît une forte expansion, qui la fera tripler en 20 ans, passant de 137 433 exemplaires en 1960 à 347 783 en 1971, puis près de 500 000 à la fin des années 1970.
Cette indépendance financière, éditoriale, est aussi politique. Le journal est le point de jonction de plusieurs grands courants d'idées principalement liés au courant de la social-démocratie chrétienne sur le plan intérieur et un anticolonialisme modéré sur le plan extérieur.
Cela entraîne des débats. Outre la querelle avec De Gaulle, on note que Jean-Jacques Servan-Schreiber, responsable de la page de politique extérieure, quitte le journal au début des années 1950 en lui reprochant son neutralisme dans les relations Est-Ouest. En 1954, est lancé le Monde diplomatique. En 1955/56, le Conseil national du patronat français présidé par Georges Villiers pense alors que Le Monde est trop orienté à gauche et décide d'aider au lancement d'un quotidien concurrent, Le Temps de Paris. L'opération est coordonnée par l'ancienne éminence grise de Pierre Laval, Jean Jardin ; dès la publication du premier numéro, en mars 1956, le directeur du Monde, Hubert Beuve-Méry, fut rassuré par la qualité jugée plutôt médiocre du journal concurrent, dont la publication s'arrêta au bout de quelques mois. Le journal refuse en 1957 la publication d'un article de Jean-Paul Sartre consacré à l'usage de la torture pendant la guerre d'Algérie. Sous la Ve République, le journal soutient la politique étrangère du général de Gaulle, tout en critiquant sa politique intérieure.

### 1969-1981: journal du soir du centre gauche
Hubert Beuve-Méry, le fondateur du titre, prend sa retraite en 1969 Dans les années 1970, il s'oriente clairement vers un soutien à l'Union de la gauche et dénonce les scandales financiers qui éclatent sous la présidence de Valéry Giscard d'Estaing (affaire des diamants, etc.) L'hostilité forte des journalistes du quotidien vis-à-vis de Valéry Giscard d'Estaing est étudiée en 2014, dans une enquête intitulée Le jour où… « Le Monde » choisit de torpiller Giscard. Raphaëlle Bacqué y revient sur l'affaire des diamants telle qu'elle fut vécue à l'intérieur du Monde et évoque l'aspect très politique de son exploitation. Son enquête mentionne notamment l'hostilité générale des journalistes de la rédaction à Giscard d'Estaing et leur proximité avec l'opposition socialiste et communiste. Elle indique aussi les débats internes entre ceux, tels que le chef du service politique, Raymond Barillon, qui sont circonspects et réticents à reprendre les révélations du Canard enchaîné et ceux, tels l'éditorialiste Philippe Boucher, « abhorrant le giscardisme », qui veulent pousser l'affaire en l'amalgamant notamment avec des révélations mentionnées par Minute sur un permis de construire obtenu par Raymond Barre et des informations sur le patrimoine en Afrique de cousins de Giscard. Philippe Boucher, plus tard nommé au Conseil d'État par François Mitterrand, reconnaîtra en 2014 avoir eu la dent un peu dure dans l'exploitation de cette histoire. À l'époque, la ligne éditoriale, sans se revendiquer explicitement de gauche, est généralement solidaire des mouvements révolutionnaires « socialistes » (Viêt Nam, Portugal, allant jusqu'à titrer « Phnom Penh libérée » lors de la prise de la ville par les Khmers rouges, en avril 1975,).
En 1981, Claude Julien succède à Jacques Fauvet. Le nombre de lecteurs est à son plus haut. Le journal soutient la candidature de François Mitterrand à l'élection présidentielle française de 1981. Après la victoire du candidat socialiste, Jacques Fauvet écrit dans le numéro du 11 mai 1981 : « Cette victoire c'est enfin celle du respect sur le dédain, du réalisme sur l'illusion, de la franchise sur l'artifice, bref, celle d'une certaine morale. » Après l'élection, le soutien affiché du journal à François Mitterrand lui coûte de nombreux lecteurs.

### 1982-1994: difficultés financières et éditoriales

De 2004 à 2020, la rédaction du Monde est alors installée dans un bâtiment situé au 80 boulevard Auguste-Blanqui, dessiné par Christian de Portzampac et habillé par une immense fresque de Plantu.

En 1985, André Laurens qui a succédé en 1982 à Claude Julien, est écarté de la direction à la suite de la baisse des ventes ; alors qu'il tire en moyenne 434 000 exemplaires entre 1974 et 1981, il voit sa diffusion chuter à 335 000 exemplaires en 1985, le faisant descendre en dessous de son seuil de rentabilité). On reproche à Laurens son rapport au socialisme mitterrandien.
Il est alors remplacé par André Fontaine. La ligne éditoriale a pris ses distances avec le miterrandisme, affichant notamment son scepticisme sur la politique de nationalisations menée par Pierre Mauroy. L'affaire du Rainbow Warrior permet notamment au journal de faire preuve de son indépendance et de voir ses ventes rebondir. Le Monde est ensuite en première ligne dans la dénonciation des scandales de l'ère Mitterrand (Affaire des Irlandais de Vincennes, Carrefour du développement, etc.). Une véritable animosité oppose alors Mitterrand au journal, visant plus particulièrement le journaliste Edwy Plenel. Plusieurs journalistes du Monde font ainsi l'objet d'écoutes téléphoniques clandestines de la part du pouvoir.
En 1985, la BNP exige que le journal vende son immeuble de la rue des Italiens. Le Monde s'installe 15, rue Falguière (15e) en avril 1989 dans un bâtiment conçu par les architectes Pierre du Besset et Dominique Lyon, puis 21 bis rue Claude-Bernard (5e) en 1996 et enfin, en 2004, boulevard Auguste-Blanqui (13e) dans un bâtiment conçu par l'architecte Christian de Portzamparc, dont l'architecture s'inspire de l'ancien siège social du New York Times.
En 1989, en raison de la concurrence de Libération et d'un renouveau du Figaro, la diffusion a reculé de 40 000 exemplaires en dix ans.
En février 1990, un triumvirat doit succéder à André Fontaine. Composé de Daniel Vernet (gérant-directeur), Bruno Frappat (directeur de la rédaction) et Martin Desprez (directeur-gestionnaire), il cède finalement sa place, à la suite de rivalités internes, à Bruno Frappat (toujours à la tête de la rédaction) et à Jacques Lesourne, économiste, élu directeur de la publication du Monde le 8 janvier 1991 qui devient le premier non-journaliste à ce poste.

### 1994-2003: stratégie d'expansion de Colombani
En 1994, Le Monde troque le statut de société à responsabilité limitée (SARL) pour celui de société anonyme (SA) à directoire et conseil de surveillance. À la suite de la démission de Jacques Lesourne qui n'a pu enrayer la chute de la diffusion du titre et du chiffre d'affaires publicitaire, Jean-Marie Colombani, rédacteur en chef, est élu directeur de la publication du journal en mars 1994, d'abord par la société des rédacteurs puis par les actionnaires du journal. Il nomme, en avril 1994, Noël-Jean Bergeroux directeur de la rédaction. En 1995, il lance une nouvelle formule du quotidien. Lors de l'élection présidentielle française de 1995, l'hostilité de Colombani à Jacques Chirac (à la suite de la tragédie d'Ouvéa), l'anti-mitterrandisme d'Edwy Plenel et le mondialisme balladurien d'Alain Minc, président du conseil de surveillance de la SA Le Monde, font que leur journal est accusé par ses confrères de balladurisme. Le Canard enchaîné titre, le 18 janvier 1995 « Le Monde balladurisé ? C'est pas une Minc affaire ». Cela jette le trouble dans son lectorat.
Après une première recapitalisation de 295 millions de francs en 1995, Le Monde se lance sur Internet en 1996 : Lemonde.fr propose des dossiers en ligne, la une en version graphique à partir de 13 h, l’intégralité du journal avant 17 h, l’actualité en liaison avec l'AFP et des rubriques sur la bourse, les livres, le multimédia et le sport. Deux ans plus tard, le journal complet en ligne coûte cinq francs (l'équivalent de 0,76 euro) alors que le journal imprimé coûte 7,50 francs (1,15 euro). Certains articles du supplément imprimé hebdomadaire Télévision-Radio-Multimédia sont disponibles gratuitement en ligne Multimédia, rebaptisée ensuite « Nouvelles technologies ».
Jean-Marie Colombani, réélu en 2000, engage la construction d'un groupe de presse, le Groupe Le Monde. Après avoir tenté en vain de racheter L'Express à Vivendi Universal Publishing (ex-Havas) en 1997, il prend le contrôle du groupe Les Journaux du Midi (anciennement Midi Libre SA) en 1999 et acquiert 30 % des « Publications de la vie catholique » en 2003 (notamment La Vie, Courrier international et Télérama dont il revend le patrimoine immobilier). En 2002 et en 2003, plus de 60 millions d'euros sont émis en obligations remboursables en actions (ORA), ce qui alourdit l'endettement à long terme déjà élevé,,.

### 2003-2008: crise du journal et du directoire
En 2003, une série d'ouvrages et de travaux critiquent la neutralité du journal et dénoncent les trois dirigeants du Monde, Jean-Marie Colombani, Edwy Plenel et Alain Minc. Dans la revue Actes de la recherche en sciences sociales, le sociologue de l'école bourdieusienne Patrick Champagne analyse l'évolution du quotidien et l'influence de Jean-Marie Colombani dans l'article « Le médiateur entre deux mondes ». Ces critiques deviennent accusations dans l'essai La Face cachée du « Monde ». En février 2003, ce livre de Pierre Péan et Philippe Cohen affirme, entre autres, que l'équipe dirigeante a pris le parti de s'orienter vers une logique de rentabilité et de vente faisant fi des règles déontologiques. Ils dénoncent par ailleurs le salaire mensuel du directeur de la rédaction du Monde (26 000 euros par mois) en dépit d'une perte estimée à vingt-cinq millions d'euros pour l'exercice 2003 au niveau du groupe (périmètre de CA de 460 millions d'euros, année d'acquisition du groupe La Vie catholique). La ligne éditoriale originelle aurait été altérée afin de répondre aux objectifs de pouvoir d'un petit groupe affilié, avec des collusions dans des cercles économiques. Le non-respect de la raison d'État est également au cœur de la critique. D'autres dénoncent certains parti-pris éditoriaux : le journal aurait mené une campagne active pour Lionel Jospin lors de l'élection présidentielle de 2002. Une plainte du groupe pour diffamation,médiatisée, est finalement résolue par la médiation de Guy Canivet, premier président de la Cour de cassation, en juin 2004, évitant le procès,. Cette médiation est critiquée comme un étouffoir par l'association Acrimed qui raille « Votez John Kerry, allez voir le film de Michael Moore..., mais surtout ne vous plongez pas dans une critique du journal ».
Alain Rollat, journaliste au Monde de 1977 à 2001, a lui aussi sévèrement critiqué des errements survenus dans la gestion de l'entreprise sous la direction de Jean-Marie Colombani, principal responsable, à ses yeux, de l'emprise croissante des « puissances d'argent » sur le « quotidien de référence ». La publication de son témoignage est délibérément occultée par ses anciens compagnons. Daniel Schneidermann, employé du Monde, critique dans son ouvrage Le Cauchemar médiatique la réaction de la direction du quotidien, en estimant que celui-ci ne répond pas aux arguments du livre La Face cachée du « Monde ». Les dirigeants du Monde le licencient en octobre 2003 pour « cause réelle et sérieuse » : selon eux, un passage du livre de Daniel Schneidermann est « attentatoire à l’entreprise pour laquelle il travaille ». Le journaliste a poursuivi le quotidien aux prud'hommes de Paris, qui lui ont donné gain de cause en mai 2005 confirmé en appel en mars 2007. Un autre livre-enquête, publié l'année suivante par Patrick de Saint-Exupéry sur le génocide du Rwanda, provoque, selon Éric Fottorino, le malaise des journalistes du Monde[Quand ?], le journal ayant au moment du drame en 1994 « entériné la vision fausse et facile d'un double génocide qui dédouanait la diplomatie française, gauche et droite confondues » alors que Patrick de Saint-Exupéry avait vu lui en 1994 « non pas des mais un génocide ».
Le 29 novembre 2004, Edwy Plenel démissionne de la direction de la rédaction,,, puis quitte le journal en septembre 2005,. Colombani fait revenir, pour l'intérim, Patrick Jarreau de Washington.
Face à cette crise, Le Monde accepte l'augmentation de capital du groupe Lagardère et publie une nouvelle formule, préparée par Éric Fottorino et son groupe de réflexion « Vivaldi », le 7 novembre 2005. D'après lui, ce profond changement de l'architecture du quotidien, permet une remontée durable de la satisfaction des lecteurs, au-dessus de 80 %. Le groupe Le Monde revend les Éditions Desclée de Brouwer à l'éditeur suisse Parole et Silence spécialisé dans la spiritualité chrétienne.
Jean-Michel Dumay voit son mandat de président de la société des rédacteurs renouvelé en 2006, mais Pierre Jeantet remplace Jean-Paul Louveau comme directeur général et, avec Bruno Patino, entre dans un directoire aux côtés d'Éric Fottorino.
Les tensions liées au rôle du groupe Lagardère s'aggravent. En septembre 2005, après 24 ans de partenariat avec l'émission de RTL Le Grand Jury, le journal est remplacé par Le Figaro, en raison de l'augmentation de capital de Lagardère propriétaire de la station concurrente de radio Europe 1. En octobre, la société des rédacteurs du Monde s'oppose à la création d'un « pôle sud » de la presse quotidienne régionale réunissant les actifs du Monde (Midi libre, L'Indépendant, Centre Presse) et ceux du groupe Hachette-Filipacchi de Lagardère (La Provence, Nice-Matin, Corse-Matin et Var-Matin) à travers une holding commune. Enfin, Laurent Mauduit qui est devenu éditorialiste, après s'être prononcé publiquement contre l'entrée au capital du journal du groupe Lagardère, quitte le journal en décembre 2006, dénonçant la censure de l'un de ses articles à propos des Caisses d'épargne.
Rapidement émerge une controverse déclenchée à la fin de l'année 2005 par la mise en place par Jean-Marie Colombani du concept de journalisme de validation, censé se substituer à celui de journalisme d'investigation,,,. ce journalisme de validation fut évoqué dès l'automne 2004 dans un message de Colombani à la rédaction, au départ d'Edwy Plenel. Le journal tente aussi de cadrer ses contenus numériques « parfois contradictoires avec l'édition papier ».
Le 3 mai 2007, le directeur du Monde Jean-Marie Colombani appelle à voter Ségolène Royal dans les colonnes du journal, après avoir été critiqué pour un éditorial avant le premier tour incitant les lecteurs du journal de sensibilité centriste à préférer Nicolas Sarkozy à François Bayrou.
Trois semaines après, 22 mai 2007, la société des rédacteurs du Monde refuse d'accorder un troisième mandat à Jean-Marie Colombani à la tête du directoire du groupe, avec 48,5 % des suffrages en faveur de la reconduction et 46,7 % contre, 60 % des voix étaient nécessaires selon les règles internes du journal. Le 2 juillet, Pierre Jeantet (recruté un an plus tôt comme directeur général) lui succède au poste de président du directoire du groupe Le Monde, avec Bruno Patino comme vice-président, tandis qu'Éric Fottorino (précédemment directeur de la rédaction) lui succède au poste de directeur du journal (les fonctions de président du groupe et de directeur du journal étant désormais dissociées). Mais, le 19 décembre 2007, à la suite de désaccords en matière financière entre la direction et la Société des rédacteurs du Monde, le président du directoire Pierre Jeantet, le vice-président Bruno Patino et le directeur du journal Éric Fottorino démissionnent en bloc. Ce dernier revient sur sa décision le 4 janvier 2008 et devient président du directoire le 25 janvier 2008. Cela provoque la démission de Jean-Michel Dumay, qui claque la porte de la société des rédacteurs du Monde (SRM) en dénonçant un « marchandage indigne».
Le même mois, le journal est condamné par un tribunal de Barcelone, à 300 000 euros de dommages-intérêts pour avoir publié un article jugé diffamatoire évoquant les pratiques du dopage au FC Barcelone.
Le quotidien perd 15 millions d'euros sur la seule année 2007, sa diffusion a baissé de 10 % en 4 ans et ses recettes publicitaire de 40 %. Aux difficultés s'ajoute le mécontentent suscité par le recrutement de Françoise Fressoz l'éditorialiste politique du concurrent et les journalistes votent massivement une grève pour 8 avril 2008.
Le groupe, qui reste endetté, doit se réorganiser. En avril 2008, il met en vente la société éditrice des Cahiers du cinéma, les Éditions de l'Étoile, achetée en janvier 2009 par le groupe d'édition d'art Phaidon. Le groupe vend également sa branche jeunesse, composée de Fleurus presse et de Junior hebdo, à Héros et Patrimoine, une société détenue par Financière de loisirs et par le fonds d'investissement américain Open Gate Capital. Fin 2008, il cède la librairie religieuse La Procure pour trois à quatre millions d'euros.

### Années 2009-2018: le trio Bergé-Pigasse-Niel
En mai 2009, Éric Fottorino reproche sa « vantardise et sa frénésie » à Nicolas Sarkozy dans un éditorial, ce qui provoque une crise avec les actionnaires. Le milliardaire Vincent Bolloré, ami du chef de l’État, annonce qu’il cesse de faire imprimer son quotidien gratuit Direct Matin sur les rotatives du Monde. Le Journal du dimanche, qui appartient au milliardaire Arnaud Lagardère, autre ami de Nicolas Sarkozy, fait savoir qu’il change d’imprimerie. Enfin, Les Échos, propriété du milliardaire Bernard Arnault, lui aussi ami personnel du président, dénonce le contrat souscrit avec l’imprimerie dont Le Monde est propriétaire. Pour Éric Fottorino, « le pouvoir tentait de nous asphyxier par la voie industrielle ». Dans la même période, une enquête du Monde signale le rôle central de la banque BNP Paribas dans le capitalisme de connivence français, citant plusieurs fois son PDG, Michel Pébereau. Cet épisode entraîne le refus de BNP Paribas, pourtant banque historique du Monde, d'aider le quotidien en grave difficulté. Pour Éric Fottorino, « sans doute n’était-il pas opportun, au moment où nous discutions notre avenir, d’irriter celui qui tenait une partie de la solution entre ses mains. (...) Déplaire nous condamnait-il à dépérir ? Il était de toute façon trop tard pour faire marche arrière. » Le journal doit être repris.
En juin 2010, cinq repreneurs sont présentés : Le Nouvel Observateur, El País, le groupe de presse qui édite L'Espresso (Italie), le groupe de presse Ringier (Suisse) ainsi qu'un trio formé par Pierre Bergé (entrepreneur, propriétaire du magazine Têtu), Matthieu Pigasse (homme d'affaires, propriétaire et président du magazine Les Inrockuptibles) et Xavier Niel (fondateur de Free). Cette candidature provoque une rencontre entre le président de la République Nicolas Sarkozy et Éric Fottorino le 9 juin 2010 : le chef de l'État met en garde en déclarant que si l'option du trio Bergé-Pigasse-Niel était choisie, l'État renoncerait à verser vingt millions d'euros pour participer au sauvetage de l'imprimerie du journal,. L'autre offre, sérieuse, est formée par Perdriel-Prisa-Orange soutenue par Alain Minc, alors en relation secrète avec Emmanuel Macron,, et parait à la société des journalistes du Monde comme étant « particulièrement dangereuse »[pourquoi ?],. Fin juin, l'offre du trio Bergé-Pigasse-Niel est plébiscitée par les salariés actionnaires. Orange et Le Nouvel Observateur décident de se retirer et le choix est validé par le vote du conseil de surveillance (11 voix pour et 9 abstentions) le 28 juin. Le 2 novembre, le rachat du journal par le trio est entériné,. Le groupe Le Monde est alors contrôlé par la société Le Monde libre qui possède 64 % du capital, cette société étant détenue par les trois hommes d'affaires ainsi que par le groupe de presse espagnol Prisa.
Les circonstances de la vente du journal ont été dénoncées par un article du Monde diplomatique, Comment « Le Monde » fut vendu, en juin 2011.
Le 14 septembre 2010, Le Monde annonce qu'il porte plainte contre X pour « violation du secret des sources » après que les services secrets français (Direction centrale du renseignement intérieur, DCRI) ont été mis à contribution par l'exécutif pour identifier la source d'un journaliste de la rédaction. Bernard Squarcini, directeur de la DCRI, le reconnaît dans un entretien au Nouvel Observateur : il a ordonné un « éclairage DCRI » sur des fuites provenant du ministère de la Justice au sujet de l'affaire Woerth-Bettencourt, une enquête qui peut être considérée comme une atteinte au secret des sources, protégées par la loi, et donc à la liberté de la presse.
Le 15 décembre 2010, Éric Fottorino est révoqué de la présidence du directoire du groupe Le Monde et de sa fonction de directeur de la publication, pour divergences de point de vue avec les actionnaires. Il est remplacé par Louis Dreyfus à la présidence du directoire, et par Érik Izraelewicz, le 7 février 2011, comme directeur des rédactions du groupe. Ce choix est ratifié le 10 février par les journalistes avec 74 % des voix, mais Érik Izraelewicz meurt, le 27 novembre 2012, à l'âge de 58 ans, victime d'une crise cardiaque au siège même du Monde. Après un intérim d'Alain Frachon, Natalie Nougayrède est proposée le 1er mars 2013 à ce poste par les trois principaux actionnaires du groupe. Elle devient la directrice du Monde après un vote positif de la Société des Rédacteurs du journal pour six ans. Son tandem avec Louis Dreyfus reçoit pour mission de « placer la révolution numérique au cœur de leurs mandats »
Cela provoque rapidement une crise avec la rédaction. En février 2014, un mouvement de contestation est déclenché dans le journal par l'annonce d’un plan de mobilité prévoyant le passage vers la version numérique d’une cinquantaine de postes et la suppression d'un certain nombre de rubriques (Logement et exclusion, Économie sociale et solidaire, Banlieue...),. Le 6 mai, sept membres de la rédaction en chef du Monde — François Bougon, Vincent Fagot, Julien Laroche-Joubert, Damien Leloup, Cécile Prieur, Françoise Tovo et Nabil Wakim — démissionnent et dénoncent « des dysfonctionnements majeurs, ainsi qu'une absence de confiance et de communication avec la direction de la rédaction »,. Trois jours plus tard, Vincent Giret et Michel Guerrin, les deux adjoints de la directrice du Monde, démissionnent mis en cause par une partie de la rédaction qui demande leur départ. En l'absence de soutien des actionnaires, Natalie Nougayrède jette l'éponge et démissionne de son poste,. Dans un texte envoyé à l'Agence France-Presse, elle explique n’avoir « plus les moyens d’assurer en toute plénitude et sérénité » ses fonctions.
Le 28 mai, un nouvel organigramme est mis en place : Gilles van Kote est promu membre du directoire et directeur du Monde par intérim par le trio Bergé-Niel-Pigasse dans l'attente d'un vote de la Société des rédacteurs du Monde (SRM) tandis que Jérôme Fenoglio devient directeur des rédactions.
Le 6 octobre 2014, Le Monde lance une nouvelle formule voulue « plus claire et plus aérée », selon son directeur général Louis Dreyfus.
Le 30 juin 2015, à la suite de la démission de Gilles van Kote due au refus de la Société des rédacteurs du Monde de soutenir sa candidature définitive et à l'issue d'un deuxième vote de celle-ci, Jérôme Fenoglio accède au poste de directeur du quotidien tandis que Luc Bronner le remplace en tant que directeur des rédactions.
Les Décodeurs, rubrique du site web du journal Le Monde, est créée le 10 mars 2014 et le 1er février 2017, les journalistes de la rubrique créent un moteur de recherche baptisé Décodex (cf. la section Critiques ci-dessous).
À la suite du décès de Pierre Bergé en septembre 2017, Xavier Niel et Matthieu Pigasse rachètent chacun la moitié de ses parts dans Le Monde libre, holding qui détient 72,5 % du Groupe Le Monde. Le 25 octobre 2018, Matthieu Pigasse vend 49 % de ses parts de la société Le Nouveau Monde au milliardaire tchèque Daniel Křetínský, déjà propriétaire du groupe de médias Czech Media Invest, de l'hebdomadaire Marianne et d'une partie du pôle magazine du groupe Lagardère (Elle, Télé 7 jours, Ici Paris, France Dimanche...), suscitant la méfiance du« Pôle d’indépendance » du journal qui qualifie l'opération jugée « brutale » et générant des tensions avec Xavier Niel.

### Années 2019-2020
En mars 2019, la Fondation Bill-et-Melinda-Gates octroie à la société de presse 2 126 790 $ sur trois ans pour Le Monde Afrique,, afin de soutenir « sa couverture du développement et de la santé globale en Afrique, informer et engager son public par un journalisme de haute qualité ». La Fondation est alors déjà « partenaire » du Monde Afrique, l’accompagnant depuis sa création en 2015, et a auparavant octroyé des subventions dans ce cadre.
En juillet de la même année, Matthieu Pigasse et Daniel Kretinsky négocient le rachat des parts du groupe espagnol Prisa qui détient 20 % dans le groupe Le Monde, suscitant de nouvelles tensions avec Xavier Niel et il est question que Daniel Kretinsky prenne le contrôle de la holding Le Nouveau Monde. Ces évolutions dans l'actionariat suscitent l'inquiétude de la rédaction qui appelle à préserver « l’indépendance éditoriale » dans une tribune collective. Les deux actionnaires de référence, Xavier Niel et Matthieu Pigasse, acceptent la signature du droit d'agrément demandé par les rédactions du journal et la négociation entre Le Nouveau Monde et Prisa n'aboutit finalement pas. Ce droit d'agrément confie au pôle d'indépendance la possibilité de bloquer un changement dans le contrôle de l'actionnariat.
Début 2020, l'ensemble des services du groupe Le Monde s'installe dans un bâtiment dessiné par le cabinet d'architectes norvégien Snøhetta. Le nouveau siège est situé avenue Pierre-Mendès-France, dans le quartier Paris Rive Gauche (13e), en surplomb des voies de la gare d'Austerlitz.
En juillet 2020, le groupe annonce avoir dégagé en 2019 un bénéfice net à 2,6 millions d'euros pour un chiffre d'affaires de 302,7 millions d'euros, avec « l’essor très marqué du portefeuille d’abonnés numériques du Monde ». Pour la troisième année d'affilée, le groupe affiche un bilan positif. En revanche, la première moitié de l'année 2020, marquée par la pandémie de Covid-19, devrait affecter le chiffre d'affaires de 18 millions d'euros du groupe, avec une chute de 50 % des revenus publicitaires.
Pour Marianne, la rédaction du Monde, comme d'autres titres de la presse de gauche, est fracturée entre deux camps que le magazine décrit comme les multiculturalistes et les universalistes. La discorde ne porterait plus sur le modèle économique et politique – lutte des classes contre social-démocratie – mais sur des thèmes de société tels que le féminisme, les minorités et l’islam, principalement. Ainsi, le déclenchement du phénomène #metoo contre le harcèlement des femmes provoque une « grosse crise interne » au sein du quotidien ou encore un article de Zineb Dryef consacré à Assa Traoré fait l'objet de critiques internes, même si Luc Bronner, alors directeur de la rédaction du quotidien, rejette les accusations en complaisance visant son journal.

### Depuis 2021
En avril 2021, Le Monde annonce la création d'un fonds de dotation qui doit pérenniser « l'indépendance capitalistique du groupe ».

Le nouveau siège du journal, en 2021, situé au 67/69, avenue Pierre-Mendès-France.

Le 1er janvier 2022, la direction annonce l'augmentation du tarif en kiosque de 20 centimes en raison de la hausse des coûts de production, particulièrement le prix du papier.
Le quotidien doit par ailleurs faire face au départ de ses deux dessinateurs les plus connus. Plantu, engagé au journal depuis le 1er octobre 1972, a mis fin en mars 2021 à sa carrière au service du Monde après 50 ans de travail laissant sa place à la Une à ses confrères du collectif « Cartooning for Peace ». En janvier 2021, la directrice de la rédaction du Monde Caroline Monnot présente ses excuses pour avoir publié un dessin de Xavier Gorce pouvant « être lu comme une relativisation de la gravité des faits d’inceste, en des termes déplacés vis-à-vis des victimes et des personnes transgenres ». Après 18 ans de collaboration, Xavier Gorce annonce qu'il quitte la rédaction en déclarant que « la liberté ne se négocie pas » et déplore la pression des militants des réseaux sociaux,.
En septembre 2022, la direction du journal décide de dépublier une tribune du chercheur Paul-Max Morin intitulée « Réduire la colonisation en Algérie à une "histoire d'amour" parachève la droitisation de Macron sur la question mémorielle » à la suite de protestations de l'Élysée,,. Pour l'Élysée, l'article contenait une erreur factuelle née d'une mauvaise interprétation des propos tenus à Alger par le chef de l’État.
En juin 2024, le quotidien appelle ses lecteurs à faire « barrage » au Rassemblement national pour les élections législatives de 2024.
En octobre 2024, le conseil de surveillance est renouvelé et la présidence en revient à Aline Sylla-Walbaum, ancienne directrice de cabinet de François Fillon, employée chez Chaumet de Bernard Arnault (principal annonceur de la presse quotidienne en France) et par ailleurs administratrice d'Unibail, propriété de Xavier Niel, principal actionnaire du Monde et gendre de Bernard Arnault. Elle est rejointe au conseil par Cécile Cabanis, elle aussi employée directe de Xavier Niel via Unibail.
En janvier 2025, Le Monde annonce sa décision de quitter le réseau social X en raison de « l’intensification de l’activisme » d’Elon Musk et de « la toxicité croissante des échanges » sur la plateforme. La rédaction a souligné que cette décision, bien que difficile, s'inscrit dans une volonté de préserver son indépendance éditoriale et d'éviter de contribuer à un environnement nuisible au débat public.

## Transparence, indépendance, finances

### Actionnariat
Le Monde est une filiale du Groupe Le Monde, qui publie également L'Obs, Télérama, Le Monde diplomatique, La Vie, et Courrier international.
Le Groupe Le Monde est détenu :
- Par la holding Le Monde Libre à hauteur de 75 %
- Par le Pôle d'Indépendance du Monde à hauteur de 25 %

Le Monde Libre est détenu par le Nouveau Monde (Matthieu Pigasse, NJJ Presse (Xavier Niel), Berly Media (Madison Cox) et le groupe espagnol Prisa.
Le Pôle d'indépendance du Monde regroupe plusieurs syndicats comme la société des rédacteurs du Monde, la société des lecteurs du Monde, la société des employés du Monde, la société des personnels de Courrier international, la société du personnel de L'Obs ainsi que l'association des actionnaires minoritaires.

### Indépendance
Afin d'éviter une pression des actionnaires sur les journalistes, comme c'est le cas dans certains médias,, Le Monde présente certaines originalités.
Selon les statuts officiels du journal, la nomination du directeur de la rédaction doit impérativement être votée par au moins 60 % de la rédaction des journalistes.
Depuis 2017, le Pôle d’indépendance du Monde obtient dans le cadre d’une modification des statuts du Monde une « golden share » protégeant ses droits statutaires quelle que soit sa part du capital. Ainsi, les actionnaires minoritaires ont le pouvoir de bloquer des décisions des actionnaires majoritaires.
En 2020, Xavier Niel, un des actionnaires de la holding Le Monde Libre, place toutes ses actions dans un fonds de dotation spécial. Ce fonds est légalement incessible. La chercheuse Julia Cagé, qui dirige la Société des Lecteurs du Monde, pointe néanmoins des brèches dans la gouvernance du fonds, qui reste sous le contrôle de Xavier Niel et de ses héritiers,.
Le nombre croissant d'employés directs de Xavier Niel au conseil de surveillance inquiète également sur son indépendance, d'autant que certains ont des liens directs avec la sphère politique.

### Finances
Chaque année, le Groupe Le Monde partage ses documents financiers (bilan, compte de résultat), avec les lecteurs du Monde. En 2021, le chiffre d'affaires du groupe est de 301 millions d'euros.
L'abonnement est actuellement la principale source de revenu du journal .
La rédaction du journal Le Monde compte 520 journalistes en CDI,. Ce chiffre n'incluant pas les autres rédactions du groupe Le Monde (L'Obs, Télérama ou La Vie).
Les journalistes font partie d'un syndicat, la société des rédacteurs du Monde.
Le journal Le Monde bénéficie des aides à la presse. Ainsi, il a perçu 2,95 millions d’euros d’aide du fonds d'aide à la modernisation de la presse de 2003 à 2010 (voir Aides à la presse en France). En 2010, il est le second quotidien français qui reçoit le plus de subventions de l'État, avec 17 millions d'euros d'aides directes. En 2011 et 2012, il est le premier avec 16,9 et 18,6 millions d'euros.
En 2021, sa subvention est de 8 millions d'euros.

## Direction

### Directeurs
- Hubert Beuve-Méry (1944-1969)
- Jacques Fauvet (1969-1981)
- Claude Julien (1981-1982)
- André Laurens (1982-1985)
- André Fontaine (1985-1991)
- Jacques Lesourne (1991-1994)
- Jean-Marie Colombani (1994-2007)
- Pierre Jeantet (juin 2007 – février 2008)[177]
- Éric Fottorino (février 2008 – décembre 2010)
- Érik Izraelewicz (février 2011 – novembre 2012)
- Alain Frachon (intérim de novembre 2012 à mars 2013)
- Natalie Nougayrède (mars 2013 – mai 2014)
- Gilles van Kote (intérim de mai 2014 à mai 2015)
- Jérôme Fenoglio (juin 2015 –)

### Directeurs de la rédaction
- Bruno Frappat (1991-1994)
- Noël Bergeroux (1994-1996)
- Edwy Plenel (1996-2004)
- Gérard Courtois (2004-2006)
- Éric Fottorino (2006 – septembre 2007)
- Alain Frachon (1er septembre 2007 – 17 janvier 2010)
- Sylvie Kauffmann[178] (18 janvier 2010 – juin 2011)
- Érik Izraelewicz (juin 2011 – 27 novembre 2012)
- Alain Frachon (intérim du 30 novembre 2012 – mars 2013)
- Natalie Nougayrède (mars 2013 – mai 2014)
- Jérôme Fenoglio (mai 2014 – juin 2015)
- Luc Bronner (juin 2015 – décembre 2020)
- Caroline Monnot (1er janvier 2021)

## Critiques, polémiques et condamnations

### Années 1970
Michel Legris publie en 1976 Le Monde tel qu'il est. D'après cet ancien journaliste du Monde (1956-1972), la ligne éditoriale du journal aurait dérivé vers la gauche, notamment en soutenant François Mitterrand, ou que le journal aurait été complaisant envers la Chine de Mao Zedong.
Les archives Mitrokhine (des documents fournis par Vassili Mitrokhine un ancien agent du KGB) mentionnent par ailleurs les reportages du Monde sur la guerre du Viêt Nam, affirmant qu'en juillet 1975 le journal utilise un « récit déformé » d'un discours du dissident russe Alexandre Soljenitsyne aux États-Unis pour « le diffamer en le traitant de sympathisant nazi ». Même s'il n'y avait « aucune preuve » que le récit avait été introduit par un agent du KGB, il était, selon le livre de Mitrokhine, « tout à fait conforme à la désinformation que le KGB cherchait à semer dans la presse occidentale ».
En janvier 1977, Le Monde publie une pétition et un communiqué rédigé par Gabriel Matzneff en soutien aux inculpés d’une affaire de pédophilie (l’affaire de Versailles) puis, au mois de mai, une lettre ouverte « pour la révision de certains textes législatifs régissant les rapports entre majeurs et mineurs ».

### Années 1990
En septembre 1998, Érik Izraelewicz, alors rédacteur en chef du Monde où il a été responsable du traitement de l'économie, publie un article dans la revue Sciences humaines. Il y explique comment l'actualité sociale, qui prime alors au Monde, a été progressivement fondue avec l'actualité économique dont la place est grandissante ; puis comment l'actualité des entreprises a progressivement dominé la rubrique économique et sociale. Serge Halimi, directeur du Monde diplomatique, dans son essai politique Le Grand Bond en arrière (2004, réédité en 2006 et 2012), ajoute ironiquement : « Ensuite, on crée un supplément affaires [Le Monde des affaires]. Enfin, ce sera régulièrement Le Monde Argent ».
En 1999, la rédaction du journal « fait le choix de l'intervention » au Kosovo, comme l'admettra Edwy Plenel. Les journalistes Pierre Rimbert et Serge Halimi lui reprochent d'avoir contribué à désinformer l'opinion en relayant complaisamment les accusations des gouvernements occidentaux contre la Serbie. Ainsi, le journal consacra plusieurs unes au Plan Fer-à-cheval (un prétendu projet de nettoyage ethnique de la Serbie) qui est en réalité une invention du gouvernement allemand destinée à justifier l'entrée en guerre de l'Otan.

### Années 2000
Le Monde a été accusé en mars 2021 par le directeur du magazine Le Point Franz-Olivier Giesbert d'avoir, deux décennies plus tôt, sous la direction d'Edwy Plenel, « mené une campagne infâme » contre Dominique Baudis, « accusé faussement de crimes sexuels avant de mourir peu après d’un cancer généralisé » via un article d'un des proches de Plenel, Jean-Paul Besset où « étaient évoquées des messes rouges et des soirées sadomasochistes ». Au printemps 2003, le caractère mensonger de témoignages effectués devant le juge et les journaux télévisés contre Dominique Baudis, décédé onze ans après en 2014, avait été rapidement démontré et l'émotion suscitée par cette "affaire Alègre", du nom d'un protagoniste, utilisée en 2010, au moment de l'Affaire Woerth-Bettencourt, par le gouvernement contre l'ancien directeur du Monde devenu entre-temps cofondateur du site d'investigation Mediapart.
Le 27 septembre 2003, le médiateur du Monde avait publié un bilan de sa couverture de l'affaire, rappelant avoir « évité de tomber dans certains pièges, en particulier, à la différence d'autres médias, le faux témoignage du travesti mythomane Djamel ». Bien qu' « informé depuis longtemps que le nom de Dominique Baudis était cité dans des procès-verbaux », le journal rappelle avoir « attendu, pour en faire état, qu'il accepte de s'exprimer et de réagir dans nos colonnes » et à tout moment « rendu compte des contre-attaques » de l'ancien maire de Toulouse « au point d'être les premiers à révéler sa dénonciation d'un "complot politique" ». Le journal regrette cependant « la publication de certains extraits de procès-verbaux d'instruction, un reportage dans les environs de Toulouse dont le contenu a été démenti par la justice et le récit non recoupé du témoignage tardif d'une prostituée ».
Le reportage dans les environs de Toulouse, consacré à la perquisition d'une maison par les gendarmes et signé de Nicolas Fichot et Jean-Paul Besset, était daté du 16 juin 2003, trois semaines après qu'un prostitué entendu par les gendarmes ait témoigné le 22 mai 2003 de dos sous le pseudonyme de Djamel au journal de 20 heures de TF1 au sujet de soirées sadomasochiste. Ce témoin y avait alors affirmé qu'il y avait eu des « morts » puis trois jours après le 25 mai 2003 au journal de 20 heures de France 2 prétendu avoir vu dans ces soirées une petite fille disparue dans la région. Le rôle des télévisions, et du quotidien La Dépêche du Midi qui avait lancé une campagne de presse, dès le 1er avril 2003, sur la base de déclarations de deux prostituées, à l'origine de l’emballement médiatique dont fut victime Dominique Baudis, a été dénoncé dans un téléfilm de Francis Girod « Notable donc coupable », diffusé en novembre 2016, tiré du livre Le Bûcher de Toulouse de Marie-France Etchegoin et Matthieu Aron, journalistes à L'Obs et France Info,.

### Années 2010
En mai 2011, irrité par le contenu d'un article du Monde consacré à François Mitterrand signé par l'historien François Cusset, l'actionnaire Pierre Bergé dira « regretter » d'avoir investi dans le quotidien.
En juin 2011, le mensuel Le Monde diplomatique publie un article du journaliste Pierre Rimbert critiquant la disparition progressive de l'indépendance rédactionnelle au Monde. L'article rapporte notamment une déclaration du milliardaire et propriétaire du Monde Xavier Niel : « Quand les journalistes m’emmerdent je prends une participation dans leur canard et après ils me foutent la paix. »
En juillet 2012, Le Monde diplomatique rapporte les propos d'Éric Fottorino, ancien directeur du Monde : « Le Monde a rejoint la cohorte de ces titres renommés dont le sort est désormais lié au capital et au bon vouloir des capitaines d’industrie ou de finance. » Serge Halimi, directeur du Monde diplomatique, ajoute ironiquement qu'« avocat de la « mondialisation heureuse », Le Monde en est devenu la proie ».
Dans Un Monde à part (2013), Jean-Marie Colombani critique également l'évolution du quotidien du fait de ses nouveaux actionnaires, celui-ci n'étant plus selon lui, un « journal de journalistes », mais étant « engagé à gauche du simple fait de son actionnariat » (Pierre Bergé, Xavier Niel, Matthieu Pigasse). En raison de ce même actionnariat, l'ancien directeur du journal affirme que celui-ci « n'est plus indépendant du pouvoir économique ».
Les journalistes du quotidien n'échappent pas au reproche d'être trop politisés. Ainsi, Adam Nossiter du New York Times juge Le Monde « frénétique à l'égard de Nicolas Sarkozy et manquant de recul à l'égard du Front national ».
En 2013, l'association de critique des médias Acrimed, reproche notamment au Monde de participer à la quasi-unanimité des médias français en faveur de l'austérité européenne, de ne pas parler de certains livres critiques vis-à-vis du journalisme français, et ce malgré leur succès ; ou encore l'utilisation de son image de marque pour la vente de produits n'ayant rien à voir avec le journalisme.
Bien que la direction du journal s'en défende, la neutralité du traitement accordé aux candidats de l'élection présidentielle par Le Monde est mise en cause par Acrimed et Arrêt sur images qui dénoncent un parti-pris non assumé du journal en faveur d'Emmanuel Macron,.
En octobre 2019, le site internet du quotidien annonce par erreur la mort de Bernard Tapie. L'article est rapidement retiré.

#### Élection présidentielle de 2012
Le 10 avril 2012, Le Monde a fait un gros titre de première page « Marine Le Pen arrive en tête parmi les jeunes de 18-24 ans », basé sur une étude de l'institut CSA, réalisée du 12 au 18 mars, soit trois semaines plus tôt. Dans ce sondage, « le sous-échantillon des jeunes 18-24 ans comportait moins de 200 personnes », ce que Le Monde n'a pas signalé à ses lecteurs, selon la Commission des sondages, qui s'en est émue.
D'autres instituts de sondages donnaient des résultats différents sur les intentions de vote des jeunes. Pour tous les autres sondages de l'élection présidentielle de 2012, Le Monde a pour partenaire Ipsos, dont le sondage en date du 10 avril ne démontre pas encore de progression de Marine Le Pen, qui obtient alors 15 % des voix des sondés sur l'ensemble de la population contre 16 % deux semaines auparavant. Marine Le Pen a finalement recueilli au 1er tour 18 % des voix des 18 à 24 ans, soit presque la même proportion d'électeurs que dans l'ensemble de la population (17,90 %).

### Critique desDécodeurs
Les Décodeurs suscitent des interrogations et critiques. Le journaliste Vincent Glad estime que les intentions sont louables, mais met en avant la difficulté d'exprimer un jugement « impartial et transparent »,. Daniel Schneidermann estime aussi dans Libération que, dans ce rôle, Le Monde est « juge et partie ». Il craint par ailleurs que le classement ait peu d'effet sur les lecteurs, car il ne serait utile que pour les convaincus, et trouve que le classement privilégie les médias professionnels, citant en exemple Valeurs actuelles, alors en vert dans le classement proposé par le Décodex (désormais en orange).

### Années 2020
En 2021, Le Monde est fortement critiqué par des scientifiques et d’autres médias après avoir publié un dossier d’été complaisant envers l'anthroposophie et ses préceptes pseudo-scientifiques,.
Lors de la Coupe du monde de football 2022, l'éditorial du journal dénonce « des accusations de la vingt-cinquième heure » contre le Qatar, pays organisateur, alors que Massimo Lorenzi, rédacteur en chef des Sports à la Radio télévision suisse (RTS), avait lors de la discussion de la couverture de cet événement avec le Conseil du public de la RTS, souligné « que les premières critiques à l’encontre de la FIFA étaient apparues dès le moment de l’attribution de la compétition au Qatar, il y a douze ans ». L'éditorial du Monde se pose en conseiller a posteriori du Qatar, en jugeant que ce pays aurait pu « trouver des accommodements pour assurer la meilleure cohabitation possible » entre « l'accueil des citoyens du monde » et ce que Le Monde présente comme le « conservatisme de l’émirat », afin de faire valoir que ces accommodements auraient « pu être portés à son crédit ». Le même éditorial tranche le débat sur les actions menées par sept équipes de football européennes pour porter un brassard contre les discriminations pratiquées au Qatar en écrivant que « les leçons occidentales de bonne gouvernance et d’exemplarité ne sont plus jugées crédibles », semblant légitimer la décision de la Fifa de menacer de sanctions ces sept équipes européennes, la France ayant été la première des sept à annoncer y renoncer, quelques jours après l'éditorial du Monde. Le quotidien, très lu à l'étranger, avait jugé la veille dans un article du directeur adjoint de la rédaction Philippe Broussard qu'il "faut se méfier d’une vision très européocentrée des cas de conscience" posés par le choix du Qatar, car « dans de nombreux pays, arabes ou pas, les problèmes soulevés ici ou là ne font pas, ou peu, débat, y compris ceux concernant le climat ».
Le 2 décembre 2023, Le Burkina Faso prend la décision de suspendre de « tous les supports de diffusion » le Monde, après la publication d’un article au sujet d’une attaque sanglante dans le nord du pays menée par le Groupe de soutien à l’islam et au musulman (GSIM). Réhabilité après cette suspension, le quotidien est de nouveau suspendu par le gouvernement burkinabé en avril 2024 (et la correspondante expulsée), à la suite de la publication d'un article qui mentionnait les massacres commis par l'armée sur 223 civils au sein de son propre pays.
En janvier 2024, une polémique éclate au sein de la rédaction du journal Le Monde en raison de la nomination de Rayan Nezzar, compagnon de la cheffe du service politique Ivanne Trippenbach, au cabinet du Premier ministre Gabriel Attal. Plusieurs journalistes pointent des risques de conflit d'intérêts et la Société des rédacteurs du Monde saisit le comité d'éthique du groupe Le Monde pour évaluer les précautions prises par la direction. À la suite de cela, la journaliste annonce quitter ses fonctions et changer de service pour rejoindre le service des grands reporters.
En décembre 2024, une enquête du Figaro écrite par la polémiste Eugénie Bastié affirme révéler un malaise au sein de la rédaction concernant le traitement de la politique israélienne et la question palestinienne. Elle dévoile également l’existence d’un « mur de Gaza » au sein du journal, formant un patchwork qui mélange coupures de presse, photos d’enfants palestiniens mutilés par des attaques israéliennes et une chronologie intitulée « Ne laissez personne vous dire que ça a commencé le 7 octobre 2023 ». Le journal retire ces images, « qui ont pu choquer » après l’enquête du Figaro.
Il sera ensuite révélé par une contre-enquête d'Off Investigation que plusieurs des faits mentionnés ou sous-entendus dans l'article du Figaro étaient faux ou exagérés. De plus, dans une réponse à ses lecteurs, Le Monde souligne le fait que le texte d'Eugénie Bastié ne mentionnait « jamais le fond de [ses] très nombreux articles consacrés à cette guerre [Israël-Hamas] » et condamne la « toute la mauvaise foi qui [lui] est actuellement opposée ». L'enquête du Figaro a aussi été critiquée en raison de son utilisation de sources anonymes pour décrédibiliser un concurrent alors que Le Monde est vu comme « le journal de référence » en France par  certains spécialistes,.
Plusieurs titres de presse de droite et d'extrême-droite pointent du doigt également le fait que Benjamin Barthe, rédacteur-en-chef adjoint du service international, est marié à une palestinienne,, accusant le journaliste de tenir un biais idéologique en raison de ce lien. Le quotidien dénonce pour sa part une « campagne d'intimidation » à l'égard de son employé et lui « réitère » son soutien, alors que le comité d'éthique du journal s'était déjà auto-saisi et avait conclu qu'il n'existait pas de conflit d'intérêts entre lui et sa femme et a tenu « à souligner que la situation maritale de Benjamin Barthe était connue de la direction de la rédaction et que son épouse n’occupe pas de poste à responsabilité. »

### Condamnations judiciaires
En 2007, Le Monde est condamné pour diffamation à l'égard du directeur général du Grand Théâtre de Genève.
En novembre 2009, Le Monde et sa filiale Le Monde Interactif ont été condamnés à 1 500 euros d'amende chacun par le tribunal correctionnel de Paris pour avoir diffamé le député socialiste Julien Dray. La 17e chambre du tribunal de grande instance de Paris reproche au journaliste d'avoir utilisé des informations de Tracfin concernant une enquête sur le député, « ce qui lui confère une apparente crédibilité », sans avoir attiré l'attention de ses lecteurs sur la circonspection qui s'impose à ce stade de l'enquête ; et d'avoir « manqué à la prudence » en ne donnant pas la parole à M. Dray, ainsi qu'en ne rappelant pas le caractère « unilatéral et non contradictoire » de la note de TRACFIN (Julien Dray écopera d'un rappel à la loi).
En 2012, Le Monde est condamné pour atteinte à sa présomption d'innocence de Pierre Falcone concernant un article publié en 2009.
En février 2014, Le Monde a été condamné en dernière instance par la justice espagnole à indemniser deux clubs de football pour atteinte au droit à l'honneur. Le quotidien a dû verser 300 000 euros de dommages et intérêts au Real Madrid, et 15 000 euros au FC Barcelone, à la suite d'un article accusant des joueurs de dopage sans preuves. En déboutant Le Monde de son pourvoi en cassation contre le FC Barcelone, le Tribunal suprême estime en 2011 que «« l'information publiée n'était pas véridique, le journal ayant utilisé des données inconsistantes et non contrastées, et le journaliste n'ayant pas suffisamment vérifié ses sources dans une affaire dont la gravité aurait plongé le club dans le discrédit ».
Le Monde a été condamné le 7 octobre 2016 pour diffamation, après avoir attribué à l'acteur John Malkovich un compte caché en Suisse dans une filiale de la banque HSBC. Cette condamnation est confirmée le 24 mai 2017 par la cour d'appel de Paris. Les journalistes Gérard Davet et Fabrice Lhomme ont été astreints à payer chacun une amende de 1 500 euros, et le directeur de la publication à 1 000 euros d’amende. Tous trois ont été condamnés à verser solidairement au total 10 000 euros de dommages-intérêts à John Malkovich.
Le 17 décembre 2019, Le Monde et le journaliste Adrien Senecat ont été condamnés par le tribunal de grande instance de Paris pour diffamation publique envers Olivier Berruyer, fondateur et animateur du blog les-crises.fr, à 1 500 euros de dommages-intérêts. Samuel Laurent a été condamné le même jour pour un tweet diffamatoire envers Olivier Berruyer : il est alors responsable de la rubrique des Décodeurs au Monde.
En juin 2023, Le Monde est condamné par le tribunal de commerce de Paris pour concurrence déloyale par dénigrement à l’encontre de FranceSoir. Le quotidien est condamné à 25 000 euros de dommages-intérêts. Le juge commercial estime que « la critique du Monde à l'encontre de France-Soir […] est susceptible de lui porter une atteinte grave à son modèle économique […] ce qui contrevient à la libre concurrence et à la liberté du commerce ». Le Monde a fait appel de cette décision voyant « une atteinte grave et disproportionnée à la liberté de critique ». L'analyse de Checknews de Libération précise que « cette procédure repose sur le droit commercial, et n'est dans tous les cas opposable qu'aux sociétés en potentielle « situation de concurrence » avec France-Soir du fait de « la diffusion d'information via leur site Internet ». Dès lors, toute personne qui ne tient pas un site d'information en ligne pourrait, sans porter atteinte à « la libre concurrence », critiquer FranceSoir et le qualifier de « blog complotiste » ».

### Censure
- Le Monde est interdit d'accès en Chine, y compris dans sa version numérique.
- En 2009, un numéro du Monde est interdit à la vente au Maroc, du fait qu'il contient un sondage sur la popularité du roi Mohammed VI[240].
- En 2010, un numéro du Monde est bloqué au Maroc car contenant des révélations de Wikileaks, jugées diffamatoires, liées à la corruption dans le pays[241].

## Diffusion et audience

Diffusion en exemplaires
Totale
France payée

Données de l'OJD puis de l'Alliance pour les chiffres de la presse et des médias, :
Pour une comparaison avec la diffusion totale des autres quotidiens nationaux français, voir « Presse en France ».
| Année | Diffusion France payée | Diffusion France payée | Diffusion totale |  |
| ----- | ---------------------- | ---------------------- | ---------------- |  |
| 1962  | NC                     | NC                     | 182 408          |  |
| 1963  | NC                     | NC                     | 188 723          |  |
| 1964  | NC                     | NC                     | 200 457          |  |
| 1965  | NC                     | NC                     | 230 012          |  |
| 1966  | NC                     | NC                     | 251 399          |  |
| 1967  | NC                     | NC                     | 294 722          |  |
| 1968  | NC                     | NC                     | 354 982          |  |
| 1969  | NC                     | NC                     | 354 623          |  |
|       |                        |                        |                  |  |
| 1979  | 353 915                | NC                     | NC               |  |
|       |                        |                        |                  |  |
| 1987  | 289 893                | NC                     | 362 443          |  |
| 1988  | 311 416                | NC                     | 377 489          |  |
| 1989  | 316 210                | ▲ +1,54 %              | 371 611          |  |
| 1990  | 322 931                | ▲ +2,13 %              | 375 285          |  |
| 1991  | NC                     | NC                     | 368 970          |  |
| 1992, | NC                     | NC                     | 357 362          |  |
| 1993, | 308 157                | NC                     | 351 706          |  |
| 1994, | 302 203                | ▼ −1,93 %              | 354 129          |  |
| 1995, | 321 366                | ▲ +6,34 %              | 379 089          |  |
| 1996, | 325 009                | ▲ +1,13 %              | 377 206          |  |
| 1997  | 338 640                | ▲ +4,19 %              | 382 944          |  |
| 1998  | 341 168                | ▲ +0,75 %              | NC               |  |
| 1999  | 346 125                | ▲ +1,45 %              | 390 840          |  |
| 2000  | NC                     | NC                     | 392 772          |  |
| 2001  | 358 978                | +3,0 %                 | 405 983          |  |
| 2002  | 361 254                | ▲ +0,63 %              | 407 085          |  |
| 2003  | 345 231                | ▼ −4,44 %              | 389 249          |  |
| 2004  | 330 768                | ▼ −4,19 %              | 371 803          |  |
| 2005  | 320 704                | –3,0 %                 | 360 610          |  |
| 2006  | 312 265                | –2,6 %                 | 350 039          |  |
| 2007  | NC                     | NC                     | 350 039          |  |
| 2008  | 300 522                | –5,2 %                 | 340 131          |  |
| 2009  | 288 049                | –4,1 %                 | 323 039          |  |
| 2010  | 286 348                | –0,6 %                 | 319 022          |  |
| 2011  | 292 765                | 2,2 %                  | 325 295          |  |
| 2012  | 318 236                | –1,6 %                 | 288 113          |  |
| 2013  | 275 310                | –4,4 %                 | 303 432          |  |
| 2014  | 273 111                | –0,8 %                 | 298 529          |  |
| 2015  | 267 897                | –1,9 %                 | 292 054          |  |
| 2016  | 269 584                | 0,6 %                  | 289 555          |  |
| 2017  | 284 738                | 5,6 %                  | 301 528          |  |
| 2018  | 288 435                | 1,3 %                  | 302 624          |  |
| 2019  | 323 565                | ▲ +12,18 %             | 336 522          |  |
| 2020  | 393 109                | ▲ +21,49 %             | 401 732          |  |
| 2021  | 445 894                | ▲ +13,43 %             | 452 869          |  |
| 2022  | 472 767                | ▲ +6,03 %              | 479 243          |  |
| 2023  | 488 802                | ▲ +3,39 %              | 494 500          |  |
| 2024  | 528 709                | ▲ +8,16 %              | 533 794          |  |

D'après l'OJD, en 2003, un peu plus de la moitié des abonnés à la version Internet sont les abonnés à la version papier utilisant leur droit de consultation :
- janvier 2003 : 30 597 ;
- décembre 2003 : 44 687.

En 2007, l'audience du quotidien s'élève à 1 895 000 lecteurs (EPIQ 2006/2007-LNM) dont 56 % appartient à un foyer CSP+.
En 2020, il est diffusé (393 109 exemplaires par numéro, en augmentation de 20,75 %,.
Il a été le journal le plus diffusé à l'étranger jusque dans les années 2000, avec une diffusion journalière hors France de 40 000 exemplaires,, tombée à 26 000 exemplaires en 2012.
Au 31 octobre 2023, Le Monde comptait 592 000 abonnés dont 517 000 abonnés uniquement au numérique.

## Publications

### Le quotidienLe Monde
(juillet 2024).
Le Monde présente la particularité d'être daté du lendemain de son jour de parution. Seul en France, avec le quotidien Présent, il entend conserver cette formule en 2013. Son édition du jour est ainsi disponible vers 13 heures à Paris, Lyon et Toulouse (ainsi qu'au format numérique imprimable) et le soir même dans quelques grandes villes de France[réf. nécessaire] et partout ailleurs le lendemain, y compris à l'international.
Par exemple, l'édition sortant des rotatives le vendredi 1er sera datée samedi 2.
Toujours appelé « quotidien du soir », Le Monde est aujourd'hui devenu en réalité un quotidien du midi. Le bouclage de la rédaction se fait le matin à 10 h 30, ce qui permet d'intégrer des informations tombées dans la nuit ou au petit matin, contrairement à la plupart de ses confrères qui bouclent dans la nuit.
Aujourd'hui, le quotidien se découpe de la façon suivante : 
- La une : elle se compose d'une tribune, très souvent accompagnée d'une photo d'actualité ; de l'éditorial du jour au centre ; d'un dessin de Plantu en pied de page ; ainsi que d'autres brèves qui seront développées dans le journal.
- Page deux : cette page du journal comprend notamment le dessin de presse quotidien de Xavier Gorce.
- Page trois : cette page, du nom de son emplacement, est le lieu d'une enquête plus poussée sur un thème précis, qu'il soit d'actualité récente ou qu'il procède plus d'une enquête de fond sur un thème méconnu. Une place très large est laissée à l'image au sein de cette page.
- Planète : une à deux pages consacrée(s) à l'actualité environnementale.
- International, International & Europe : 4, 5 pages consacrées à l'actualité internationale et européenne.
- France : 3-4 pages consacrées à l'actualité française principalement centrée sur la politique.
- Économie : 2-3 pages consacrées à l'actualité économique, financière et industrielle.
- Décryptages : 3-4 pages réservées aux débats (tribunes, billets d'humeur, réactions publiques, lettres ouvertes…) ou à une enquête poussée sur un point d'actualité
- Culture : 2-3 pages consacrées à l'actualité culturelle française et internationale. Le numéro du mercredi est consacré aux sorties cinéma.
- & Vous : une page sur la vie pratique et quotidienne
- Carnet : nécrologie, hommages, mariages, naissances
- Météo & jeux, la météo n'apparaît plus à partir du 6 octobre 2014 avec le lancement d'une nouvelle formule du quotidien. Elle est consultable en ligne sur le site internet du quotidien.
- La dernière page (la page 28 généralement) est consacrée au courrier des lecteurs ainsi qu'à un billet d'humeur d'une personnalité

Chaque numéro du Monde propose une contre-enquête qui peut porter sur n'importe quelle rubrique du journal.
Si le découpage du journal reste la plupart du temps quasiment identique d'un jour à l'autre, rien n'empêche la rédaction de consacrer plus de pages à tel thème en raison d'une actualité importante. Par exemple, pour sa couverture du séisme de mars 2011 intervenu au Japon, la rubrique Planète a pu monopoliser une petite dizaine de pages dans certains numéros du quotidien.
Depuis 2009, Le Monde désigne une personnalité de l'année. Les récipiendaires sont le président brésilien Luiz Inácio Lula da Silva, en 2009, et Julian Assange, en 2010.
Durant un peu plus de vingt années (2000-2021) Le Monde propose à ses abonnées une version PDF du journal papier. Au printemps 2021, il annonce à ses abonnés que la version PDF du journal est supprimée à cause de la fraude.

### Le Monde.fr

Logo Le Monde, « .fr » dessiné par Pierre Katz en juin 2005.

Le Monde est présent sur Internet avec son propre nom de domaine (lemonde.fr) depuis le 19 décembre 1995.
La quasi-totalité du contenu textuel du journal y est accessible gratuitement tous les jours, en début d'après-midi. Les articles de moins de trois jours sont également librement accessibles, mais sans la documentation iconographique et infographique du journal. D'autres sources sont aussi mises à disposition du lecteur, comme des dépêches d'agences de presse ou des billets de blog.
Pour l'accès aux archives, l'abonné au journal a un droit limité (à 25 articles d'archive par mois) et gratuit de consultation, sinon la lecture des archives est payante. On peut, depuis avril 2002, s'abonner à la partie payante du site et bénéficier des dépêches d'agence (AFP, AP, Reuters), d'une base de données de résultats électoraux mise à jour depuis 1969, accéder à des contenus multimédia (près d'un million d'articles du Monde en ligne, soit l'intégralité du quotidien depuis 1987).
Par ailleurs, depuis septembre 2006, Le Monde a lancé un nouveau service : le Journal électronique. Il est ainsi possible de lire Le Monde en ligne, en bénéficiant des fonctionnalités propres au numérique : feuilletage, zoom numérique, recherche, etc. En juillet 2008, puis en mars 2012, le portail d'accueil du site a été entièrement refondu dans sa présentation.
L'édition électronique du journal est d'abord créée en 1994. Elle est conçue au sein du journal et est distribuée sur les réseaux électroniques grâce à un accord avec CompuServe et Edelweb, une société française spécialisée sur la sécurité en ligne. La version Web paraît le 19 décembre 1995, 51 ans après le premier numéro papier, et est alimentée par une équipe de trois journalistes recrutés par Michel Colonna d'Istria. Depuis 1999, le site est édité par la société Le Monde interactif, filiale majoritaire du Monde et à 34 % de Lagardère. La filiale Le Monde interactif a d'abord été présidée par Alain Giraudo, puis par Bruno Patino, à la suite de l'échec du lancement du portail Tout.lemonde.fr en 2000. Le PDG du Monde interactif a ensuite été Philippe Jannet, remplacé en 2012 par Isabelle André.

### Les Décodeurs
Les Décodeurs, rubrique du site web du journal Le Monde, créée le 10 mars 2014, se fixe pour objectif de vérifier les informations données sur des thématiques variées, dans les médias et sur les sites internet.
Selon un livre de Rémy Rieffel et Jean-Baptiste Legavre, professeurs en sciences de l'information et communication à l'université Paris II Panthéon-Assas et à l'Institut français de presse, le succès de rubriques du type « Les Décodeurs » du Monde ou « Désintox » de Libération est la conséquence de « la valorisation au sein des rédactions du fact checking censé contrôler la véracité des déclarations des hommes politiques ». C'est « un succès mérité », selon Fidel Navamuel journaliste et responsable des sites « Les Outils du Web ». Une dizaine de journalistes décryptent l'actualité dans la rubrique créée en 2014, après 3 ans de fonctionnement d'abord sous forme de blog.
La rubrique Les Décodeurs est financée notamment par Facebook,. Selon Louis Dreyfus, « c'est Facebook qui nous a permis de financer une partie de la croissance de nos équipes. Et ce, en respectant l'intégrité du contenu. ». Ce partenariat est intensifié en 2019, Facebook étant le premier moteur externe d'abonnements du quotidien.
Par ailleurs, le 1er février 2017, trois ans après leur création, Les Décodeurs lancent le « Décodex », un moteur de recherche accessible depuis leur site internet ou depuis une extension au navigateur internet et présenté comme « un outil de vérification de l'information à destination des enseignants (et des autres) ». Décodex recourt à une base de données de centaines de sites, principalement français mais également anglais, américains et allemands. Sa vocation principale est d'aide à distinguer les sources fiables des sites trompeurs, complotistes ou très orientés. Lors du lancement, le site d'information CNET évoque le projet d'un « robot Facebook » sous forme d'intelligence artificielle, « capable de répondre aux questions, vérifier des informations ».

### Les blogs LeMonde.fr
Depuis le début des années 2000, lemonde.fr propose à ses abonnés de pouvoir éditer un blog sur le site. Le 10 avril 2019, le média annonce que ce service prendra fin le 5 juin de la même année,. Les billets des 400 blogs abonnés du Monde ont été conservés par la Bibliothèque nationale de France, certains blogs aussi par la Bibliothèque nationale allemande.

### Applications pour smartphones et tablettes
Le 13 novembre 2008, Le Monde lance l'une des premières applications d'actualité pour smartphone iphone et tablette ipad, disponible gratuitement via l'App Store récemment créé. Elle est téléchargée plus de 100 000 fois en quinze jours et 500 000 fois en six mois.
En 2011, l'appli « Le monde : l'info en continu » est lancée sur Android.
En 2015, une nouvelle application freemium est disponible sur l'AppStore et Google Play : La matinale du Monde.
Depuis le 15 septembre 2016, Le Monde ainsi que sept autres éditeurs de presse français (Paris Match, Vice, L'Équipe, Melty, Cosmopolitan, Konbini et Tastemade) diffuse tous les jours des contenus exclusifs et une expérience visuelle inédite sur Discover, l'espace réservé aux médias de l'application Snapchat.

### Suppléments, rubriques et titres
Le Monde propose des suppléments quotidien, hebdomadaires et mensuels, ainsi que divers suppléments ponctuels.
Tous les jours :
- Le Monde éco & entreprise, supplément quotidien (depuis mai 2013), paraissant sur 8 à 12 pages. Auparavant hebdomadaire, ce supplément paraît avec l'édition du quotidien datée du mardi. Titré Le Monde économie jusqu'en avril 2012, il change alors de nom pour adapter son nom actuel, tout en conservant ses jour et rythme de parution (sauf plusieurs semaines durant l'été et Noël). Ce supplément contient des dossiers, des analyses, des entretiens, consacrés à l'économie, à la vie des marchés et des entreprises. Dès mars 2019, Le Monde revient au format initial en réintégrant les pages Économie au sein du cahier principal, signifiant l'arrêt de 8 ans de développement du supplément avec sa Une propre[293].

Chaque semaine :
- Le Monde Science & Médecine, paraissant en supplément de l'édition du quotidien datée du mercredi (sauf au mois d'août et à Noël), et comportant 8 pages. Jusqu'en mai 2013, le supplément est titré Le Monde science&techno, et paraissant avec l'édition « Week-end », datée du samedi ;
- Le Monde des livres, fondé en 1967 par Jacqueline Piatier[294], paraissant en supplément de l'édition du quotidien datée du vendredi (sauf au mois d'août et à Noël), et comportant de 8 à 10 pages. L'actualité de l'édition et la critique des principales parutions, dans tous les genres, de la littérature classique à la bande dessinée.
- Le Monde Idées, (anciennement Le Monde culture&idées) paraissant en supplément de l'édition « Week-end » du quotidien, datée du samedi, et comportant 8 pages. Dès mars 2019, ce supplément est supprimé et remplacé par des pages « Idées » intégrées au cahier principal.
- M, le magazine du Monde (anciennement Le Monde 2 et Le Monde magazine), publié en supplément de l'édition du quotidien datée du samedi. On y trouve notamment l'actualité de l'art de vivre, de la mode et de la beauté, du design, de la culture, etc.

Chaque mois :
- Le Monde Argent. Portant sur l'actualité des placements financiers (prêt, placement, investissement, immobilier, emprunt…) ; le supplément devient Le Monde argent & patrimoine en novembre 2012, avec un jour de parution mensuel fluctuant puis, à partir de février 2014, adopte le nom actuel.
- Le Monde Université et Grandes Écoles. Analysant l'actualité éducative à destinations des parents, des enseignants et des étudiants ; le supplément prend le nom de Le Monde universités & grandes écoles, en mai 2012, et paraissant en supplément de l'édition du quotidien datée du jeudi.

Le quotidien fait aussi paraître, chaque année, plus de 30 suppléments ponctuels : Le Monde des vins, Europa (en collaboration avec des titres de presse non français), sur certaines manifestations artistiques (Festival d'Avignon, Biennale de Lyon, etc.).
Anciennement :
- Le Monde géopolitique, ancien supplément de l'édition du quotidien datée du jeudi, et comportant habituellement 8 pages. Initialement titré Le Monde géo&politique, il est publié en supplément de l'édition du quotidien datée du dimanche puis, à partir de mai 2013, en supplément de l'édition datée du jeudi, avec en outre un changement de dénomination en septembre 2013. La publication du supplément cesse avec le numéro daté du 19 décembre 2013. Quatre pages de géopolitique sont réintégrées dans le cahier principal du Monde daté dimanche-lundi depuis fin 2015.
- Le Monde Sports (anciennement Le Monde sport&forme, paraissant en supplément de l'édition « Week-end » du quotidien, datée du samedi, et comportant 8 pages ; La publication de ce supplément a définitivement cessé le 18 mars 2017, deux pages de sport sont réintégrées dans le cahier principal du numéro daté samedi.
- Le Monde télévisions, paraissant en supplément de l'édition du quotidien datée du dimanche, et comportant 28 ou 32 pages. On y trouve l'actualité de tous les écrans télévisions, web, ainsi qu'une sélection des programmes de télévision et de radio pour la semaine à venir. À partir du 6 octobre 2014, ce supplément disparaît au profit d'une page quotidienne dans le cahier principal du journal et 3 pages dans l'édition datée dimanche-lundi.

Les articles les plus significatifs publiés dans Le Monde et ses suppléments sont aussi rassemblés et publiés sous différents formats :
- Le Monde Sélection hebdomadaire (depuis 1948[295]) daté samedi est une publication de 12 pages qui reprend les meilleurs articles de la semaine écoulée. Il est vendu uniquement sous forme d'abonnement.
- Le Mensuel, sélection des meilleurs articles du mois précédent, paru de février 2010 à janvier 2014.
- Dossiers et Documents est une publication mensuelle, parue de 1973 à septembre 2013, à destination des lycéens et étudiants, qui réunit alors dans un numéro de huit pages un ou deux dossiers sur des questions économiques, historiques, politiques ou de société.

## Iconographie
Le Monde au Bain Turc (d'après Ingres) est une lithographie de 1973 du peintre péruvien Herman Braun-Vega dans laquelle l'artiste confronte la convivialité de la scène du Bain turc peinte par Ingres avec la réalité plus crue de l'actualité sur la guerre du Vietnam évoquée en première page du journal Le Monde du 26 janvier 1973,.